# Patrick Wolf
Patrick Wolf (nacido Patrick Apps el 30 de junio de 1983 en el St. Thomas Hospital en Londres) es un cantautor inglés del sur de Londres. Su música se caracteriza por la combinación innovadora del tecno, rock, folk y electro. Wolf toca muchos instrumentos incluyendo el arpa, el clavinet, el clavecín, la guitarra, el piano, el órgano y el violín.

## Biografía
Nacido en un ambiente creativo, la educación musical de Wolf empezó con las clases de violín y los coros de iglesia. Primero comenzó a registrar canciones con su violín, la voz y un órgano sobre un magnetófono de cuatro pistas a la edad de doce años, hizo su primer Theremín a la edad de 11 años. A los catorce años, se unió e interpretó junto al grupo de pop art, Minty. Dos años después se fue de su casa y decidió vivir libre y salvajemente en los alrededores de Londres. Durante este período, Wolf realizó presentaciones junto a un cuarteto de cuerda y también formó un grupo llamado Maison Crimineaux, un ruidoso trío construido a partir de ética destructiva alrededor de ruido blanco y música pop. También continuó escribiendo y grabando su propio material. El maestro de la electrónica, Kristian Robinson (alias Capitol K) fue a un concierto de Maison Crimineaux en París y luego lanzaría el álbum debut de Wolf, Lycanthropy.
El continuo curso de Wolf de escribir y grabar llamó la atención de Fat Cat Records, quienes le dieron una computadora Atari y una consola de mezclas. Durante la grabación de Lycanthropy, Wolf estudió composición en el Trinity College of Music durante un año. Lycanthropy fue lanzado en el verano de 2003. La discográfica de base alemana, Tomlab, lanzó el álbum por América y Europa. Su segundo álbum, Wind in the Wires, lanzado en el 2005 por la misma discográfica, recibió una ola de críticas aclamadoras, al igual que su antecesor.
Siguiendo el éxito de Wind in the Wires, Wolf firmó un contrato con la discográfica Loog a finales del 2005 y comenzó a grabar su tercer disco, The Magic Position, que luego fue lanzado en los Estados Unidos por la discográfica Low Altitude Records en mayo del año 2007.
A finales de abril de 2007, anunció su retirada del mundo de la música a través de un comunicado en su foro oficial, en el que dio muestras de estar cansado de la atmósfera de drogas y la presión de la promoción que se cernían sobre su carrera artística:
He tomado una decisión, mi último concierto será el próximo mes de noviembre, una retrospectiva con orquesta en Londres. No estoy seguro de que después de eso vaya a haber más comunicación con el público; de hecho, estoy bastante seguro de que no habrá ninguna. (...) Mi reloj creativo está sonando y tengo muchos, muchos proyectos de creación que realizar en el tiempo que me queda en esta tierra. Espero compartir con vosotros mis últimos conciertos este año.
Semanas después, el cantante desmintió que fuese una retirada absoluta, sino que se iba a tomar un pequeño descanso tras su gira de 2007, que le llevó al Festival Internacional de Benicassim, al Festival de Glastonbury y al Reading Festival, entre otros.
El 27 de febrero de 2007, en una entrevista para el diario The London, Wolf incrementó las preguntas acerca de su sexualidad, "En la misma manera en que no sé si mi sexto álbum vaya a ser de metal o de pop para niños, no sé si estoy destinado a vivir mi vida con un caballo, un hombre o una mujer. Hace que la vida sea mejor".
El 31 de diciembre de 2010, anunció a través de su cuenta en Twitter anunció que firmará el acuerdo de unión civil con su pareja, el periodista William Pollock.

### Hiato
Tras el lanzamiento de Sundark y Riverlight, Wolf experimentó "un agotamiento general, inoportuno para coincidir con un 'grupo de problemas financieros y legales relacionados con la gestión'"; hasta 2015, pasó un tiempo escribiendo, solo, en un estudio improvisado en un establo del sur de Londres. En agosto de ese año, después de haber anunciado pedidos anticipados de su colección de poesía, The Ghost Region, fue atropellado por un automovilista mientras estaba de vacaciones en Venecia, poco después de lo cual su madre enfermó. De este período, Wolf declaró: "Me dejó completamente fuera de juego por seis ... Estoy muy feliz de estar aquí ahora. Lo dejaré así".

### Medalla Edmund Burke de la Sociedad Histórica del Trinity College
En octubre de 2017, se anunció que recibiría la Medalla Edmund Burke de la Sociedad Histórica del Trinity College, Dublín, el siguiente diciembre por Contribución Destacada al Discurso a través de las Artes, convirtiéndose en el primer artista LGBT en hacerlo, y para celebrarlo sería haciendo conciertos únicos en Dublín y Londres, que serían sus únicos espectáculos del año. También confirmó que estaba en las etapas finales de la grabación de su álbum y preparándose para lanzar su libro de poesía The Ghost Region, que originalmente estaba disponible para pre-pedido dos años antes.

### Actividades musicales a partir de 2018
Wolf había reanudado la gira en julio de 2018, incluso en Australia, donde planeaba mezclar un álbum mientras se hospedaba en las Montañas Azules de Nueva Gales del Sur. También había completado el libro de poesía en el que había estado trabajando en 2015. The Telegraph revisó el "regreso" de Wolf, el primero de tres espectáculos en la Iglesia Vieja de St Pancras en Londres en enero de 2020, y señaló, a pesar de "notas vagabundas" ocasionales y "letras olvidadas", que la actuación ofreció "altos exquisitos", y Wolf's Se observó que las canciones eran "tremendamente dramáticas y originales... con letras vívidas y un estilo melódico exuberante".
En noviembre de 2022, Wolf lanzó su primer sencillo nuevo en una década. "Enter the Day" está programado para aparecer en un próximo EP, The Night Safari, y coincide con el vigésimo aniversario del lanzamiento del EP debut de Wolf.

## Discografía

### Álbumes
- 2003: Lycanthropy (Faith and Industry / Tomlab).
- 2005: Wind in the Wires (Tomlab).
- 2007: The Magic Position (Loog Records).
- 2009: The Bachelor (Bloody Chamber Music).
- 2011: Lupercalia (Bloody Chamber Music).

### Sencillos y EP
- 2002: The Patrick Wolf, EP (Faith and Industry).
- 2005: "The Libertine" (Tomlab).
- 2005: "Wind in the Wires" (Tomlab).
- 2005: "Tristan" (Tomlab).
- 2006: "Accident & Emergency" (Loog).
- 2007: "Bluebells" (Loog).
- 2007: "The Magic Position" (Loog).
- 2009: "Vulture" (Bloody Chamber Music).
- 2009: The Spinster, EP (Bloody Chamber Music).
- 2009: "Hard Times" (Bloody Chamber Music).
- 2009: Hard Times, EP (Bloody Chamber Music).
- 2009: "Damaris" (Bloody Chamber Music).
- 2010: Time Of My Life (Mercury Records Limited)
- 2011: Lemuralia, EP (Mercury Records Limited)
- 2011: Time of My Life, EP (Mercury Records Limited)
- 2011: House (Mercury Records Limited)
- 2011: The City (Mercury Records Limited)
- 2011: Brumalia, EP (Mercury Records Limited)
- 2011: Together [Single] (Mercury Records Limited)
- 2012: Looking Up [L.P. Single] (Mercury Records Limited) (Representation for THE FALCONS)

## Sitios externos
- Wikimedia Commons alberga una categoría multimedia sobre Patrick Wolf.

- Sitio oficial
- MySpace
- Patrick Wolf Forum

- Patrick Wolf en Discogs

- Datos: Q547810
- Multimedia: Patrick Wolf / Q547810